# Saint-Vaast-Dieppedalle
Saint-Vaast-Dieppedalle is een gemeente in het Franse departement Seine-Maritime (regio Normandië) en telt 323 inwoners (1999). De plaats maakt deel uit van het arrondissement Le Havre.

## Geografie
De oppervlakte van Saint-Vaast-Dieppedalle bedraagt 12,0 km², de bevolkingsdichtheid is 26,9 inwoners per km².
De onderstaande kaart toont de ligging van Saint-Vaast-Dieppedalle met de belangrijkste infrastructuur en aangrenzende gemeenten.

## Demografie
Onderstaande figuur toont het verloop van het inwonertal (bron: INSEE-tellingen).